# Веруа По
Веруа По (итал. Verrua Po) је насеље у Италији у округу Павија, региону Ломбардија.
Према процени из 2011. у насељу је живело 1304 становника. Насеље се налази на надморској висини од 59 м.

## Становништво
| 1931. | 1936. | 1951. | 1961. | 1971. | 1981. | 1991. | 2001. | 2011. |
| ----- | ----- | ----- | ----- | ----- | ----- | ----- | ----- | ----- |
| 2.009 | 1.639 | 1.811 | 1.658 | 1.548 | 1.420 | 1.292 | 1.323 | 1.319 |